# Sīstāneh
Sīstāneh (persiska: سيستانِه, سیستانه) är en ort i Iran.   Den ligger i provinsen Hamadan, i den nordvästra delen av landet, 300 km väster om huvudstaden Teheran. Sīstāneh ligger 1 877 meter över havet och antalet invånare är 161.
Terrängen runt Sīstāneh är kuperad. Runt Sīstāneh är det ganska tätbefolkat, med 86 invånare per kvadratkilometer. Närmaste större samhälle är Pasragad Branch, 18,8 km nordost om Sīstāneh. Trakten runt Sīstāneh består i huvudsak av gräsmarker.